# Памятники Томска
В Томске имеется большое[уточнить] количество памятников, стел и мемориалов[значимость факта?].

## Мемориалы

Памятник Кирову

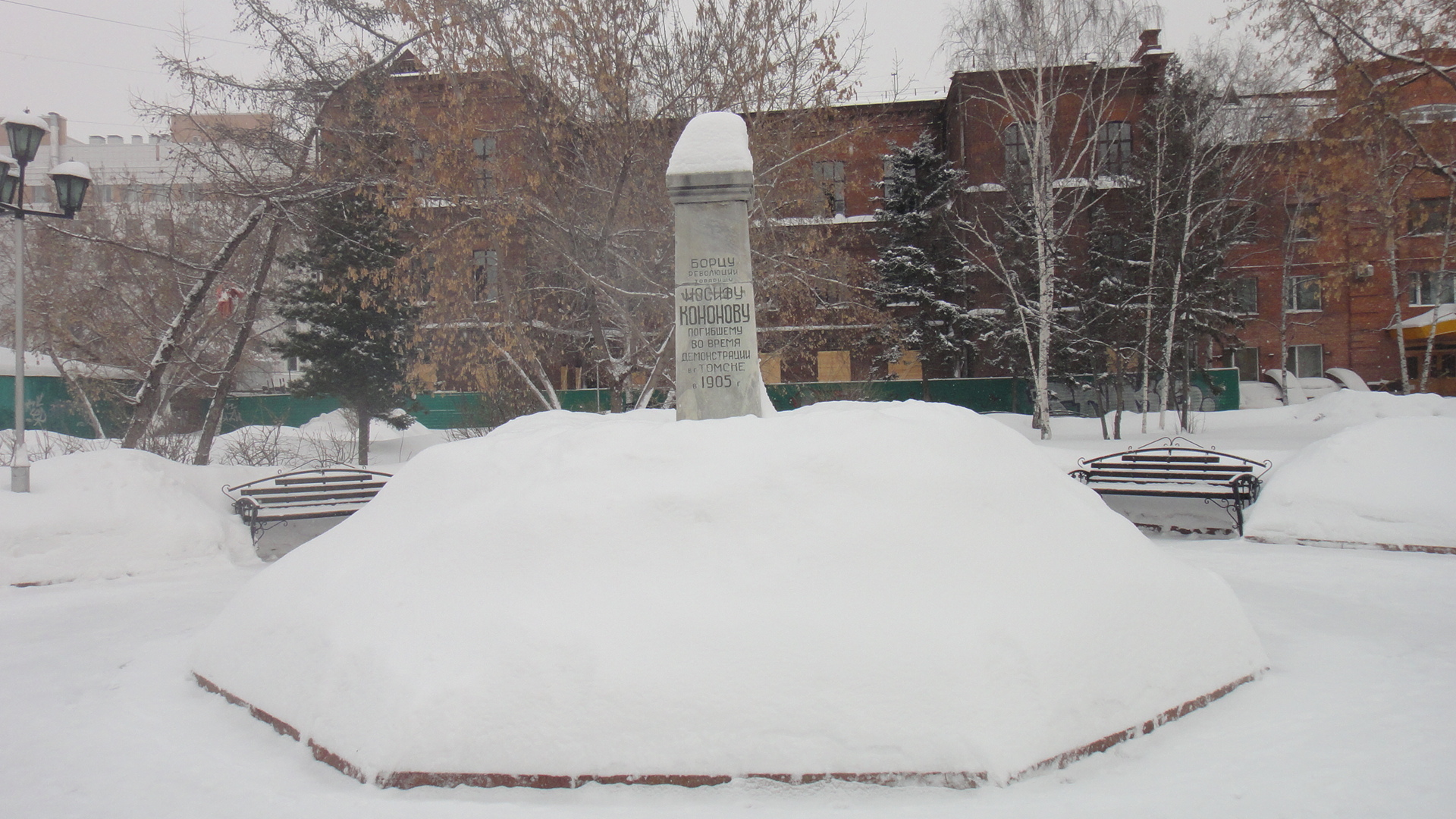
Памятник Иосифу Кононову

- Участникам Великой Отечественной войны и труженикам тыла:
  - Мемориал боевой и трудовой славы томичей, в память о Победе в Великой Отечественной войне (Лагерный сад);
  - Мемориал памяти павших в годы Великой Отечественной войны 1941—1945 годов (Коларовский тракт — Южное кладбище);
  - Памятник на братской могиле умерших в эвакогоспитале N° 3613, располагавшемся в помещениях Томской психиатрической больницы[1], бойцов и офицеров Красной армии в период Великой Отечественной войны 1941—1945 годов (кладбище «Сосновый бор»);
  - Мемориал памяти преподавателей и сотрудников Томского государственного университета, погибших в годы Великой Отечественной войны (Университетская роща);
  - Мемориал памяти преподавателей и сотрудников Томского медицинского института, погибших в годы Великой Отечественной войны (Московский тракт);
  - Памятная стела студентам и сотрудникам Томского политехнического института, погибшим в боях за Родину в годы Великой Отечественной войны (Проспект Ленина);
  - Стела в честь подвига томичей в Великой Отечественной войне (Новособорная площадь). Открыта в 2006 году;
  - «Скорбящая невеста». Памяти не вернувшихся с Великой Отечественной войны 1941—1945 годов (улица Центральная, у бывшей проходной спичфабрики «Сибирь»);
  - Сотрудникам Томского пивзавода, погибшим в Великой Отечественной войне 1941—1945 годов (сквер у проходной завода «Томское пиво» по Московскому тракту);
  - Павшим в Великой Отечественной войне 1941—1945 годов (Северный городок. До 2016 года стоял на территории бывшего ГПЗ-5, в связи застройкой земельного участка, демонтирован, отреставрирован и в 2017 году стал частью обустроенного неподалёку сквера «Память поколений»[2][3][4]);
  - Сотрудникам Томской психиатрической больницы, погибшим в Великой Отечественной войне (посёлок Сосновый бор. На территории НИИ психического здоровья);
  - Обелиск памяти сотрудников Томского манометрового завода, погибших в годы Великой Отечественной войны (угол Комсомольского проспекта и улицы Герцена, у здания АО «Манотомь»);
  - Памяти погибших и умерших участников Великой Отечественной войны (Новособорная площадь. Аллея Победы, со стороны проспекта Ленина);
  - Стела в память о сотрудниках Томского института вакцин и сывороток — участниках Великой Отечественной войны и тружениках тыла (улица Ивановского, 8). Открыт в мае 2015 года;
  - Труженикам тыла Великой Отечественной войны (Новособорная площадь. Аллея Победы, со стороны Городского сада);
- Героям войны 1812 года (площадь 1812 года, сквер у речного вокзала);
- Стела памяти павших в локальных войнах (проспект Мира);
- Стела памяти погибших в борьбе с Колчаком (Новособорная площадь);
- Стела погибшим курсантам Томского училища связи (Улица Никитина);
- Памятник на могиле рабочих железнодорожной станции Томск-II — борцов за идеалы Октябрьской революции, расстрелянных колчаковцами в ходе гражданской войны (Северный городок, к югу от путепровода, у железнодорожных путей);
- Сотрудникам Министерства внутренних дел, погибших при исполнении служебных обязанностей (проспект Кирова, 18б);
- Погибшим пожарным (улица Больничная, 4, у пожарной части N° 3);
- Сотрудникам томского ОМОНа, погибшим на Северном Кавказе (на территории базы томского ОМОН)[5];
  - Жертвам политических репрессий:
  - «Камень скорби» (в Сквере памяти жертв политических репрессий, расположенном между домами 42 и 44 по проспекту Ленина). Заложен 14 ноября 1989 года, открыт в 1997 году;
  - Депортированным на Томскую землю калмыкам (в Сквере памяти жертв политических репрессий). Открыт в 1994 году;
  - Полякам-жертвам политических репрессий (в Сквере памяти жертв политических репрессий). Открыт в 2004 году;
  - Камень в память эстонцев-жертв политических репрессий (в Сквере памяти жертв политических репрессий). Открыт в 2008 году;
  - Памяти литовских ссыльных и политзаключенных (в Сквере памяти жертв политических репрессий). Открыт в июне 2016 года[6];
  - Крест в память о погибших в годы сталинских репрессий (Каштачная гора);
  - Жертвам сталинских репрессий (улица Демьяна Бедного. Кладбище Бактин).

## Памятники историческим личностям
- Бюст Александра II-го (в нише лестничной клетки здания Окружного суда по переулку Макушина, 8)[7][8];
- Гавриилу Степановичу Батенькову, декабристу. (площадь Батенькова). Открыт в 1960 году;
- Василию Васильевичу Вахрушеву. (проспект Ленина, у проходной Томского электромеханического завода);
- Петру Голубеву (лауреату Ленинской и Государственной премий, основателю научно-производственного-центра  «Полюс»). Помимо статуи Голубева,  в комплекс памятника входят: уменьшенный макет ракеты-носителя «Протон» и макеты двух искусственных спутников (площадь Кирова);
- Аркадию Фёдоровичу Иванову (улица Пирогова);
- Владимиру Ильичу Ленину, вождю мирового пролетариата: 
  - Площадь Ленина)[9];
  - Двор на улице Шевченко, в районе ГРЭС-2)[9];
- Сергею Мироновичу Кирову, русскому революционеру  (угол проспекта Кирова и проспекта Ленина)[9];

Памятник Ивану Черных

- Иосифу Кононову — социал-демократу, погибшему 18 января 1905 года во время антиправительственной демонстрации (Театральный сквер);
- Олегу Васильевичу Кошевому — Герою Советского Союза (проспект Кирова);
- Владимиру Афанасьевичу Обручеву — сибирскому географу (проспект Кирова, недалеко от здания 1-го (горного) корпуса ТПУ, в начале Аллеи Геологов);
- Григорию Николаевичу Потанину — «дедушке Сибири» (Университетская роща);
- Николаю Платоновичу Путинцеву — легендарному томскому милиционеру-постовому «дяде Коле» (у поста ГИБДД на углу проспекта Ленина и переулка Нахановича);
- Александру Сергеевичу Пушкину — русскому писателю (проспект Ленина, Пушкинский сквер). Открыт в 1999 году. (Скульптор Михаил Аникушин);
- Николаю Николаевичу Рукавишникову — первому томскому космонавту (сквер у Белого озера);
- Михаилу Антоновичу Усову — русскому геологу (проспект Кирова);
- Ивану Сергеевичу Черных — Герою Советского Союза:
  - Памятник в сквере у дома народного творчества «Авангард» (открыт в 2006 году);
  - Обелиск на пересечении улицы Ивана Черных и улицы Бела Куна (изготовлен из камня, который, до постройки памятника Ивану Черных, стоял у дома народного творчества «Авангард»);
- Ермаку — покорителю Сибири (сквер на углу проспекта Фрунзе и улицы Крылова, у спорткомплексов «Ермак» и «Труд»). Открыт 5 августа 2015 года. 3 ноября 2015 года Дума города Томска постановила переименовать данный арт-объект в скульптуру «Преодоление»;
- Александру Васильевичу Шишкову — председателю Томской губернской чрезвычайной комиссии. (Открыт 3 декабря 1953 года на площади Ленина, в 1959 году, в связи с реконструкцией площади, перенесён к зданию управления Комитета государственной безопасности по Томской области, на проспекте Кирова, 18).[10];
- Марии Октябрьской — Герою Советского Союза, механику-водителю танка «Боевая подруга» (улица Белозерская, 12/1, у здания гимназии N° 24, носящей её имя.);
- Фёдору Зинченко — Герою Советского Союза, участнику Берлинской наступательной операции, первому коменданту поверженного Рейхстага (аллея на проспекте Кирова, между магазином «Спутник» и гостиницей «Томск»);
- Владимиру Зуеву — профессору, одному из основателей томского Академгородка, первому руководителю Института Оптики Атмосферы (Академгородок, центральная площадь);
- Фёдору Кузьмичу (посёлок Хромовка);
- Канышу Сатпаеву — доктору геолого-минералогических наук, первому президенту Академии наук Казахской ССР (аллея геологов на проспекте Кирова);
- Лебедеву Алексею Фёдоровичу — Герою Советского Союза (улица Карла Ильмера, 11, у здания средней школы N° 14, носящей его имя)[11].

## Тематические памятники

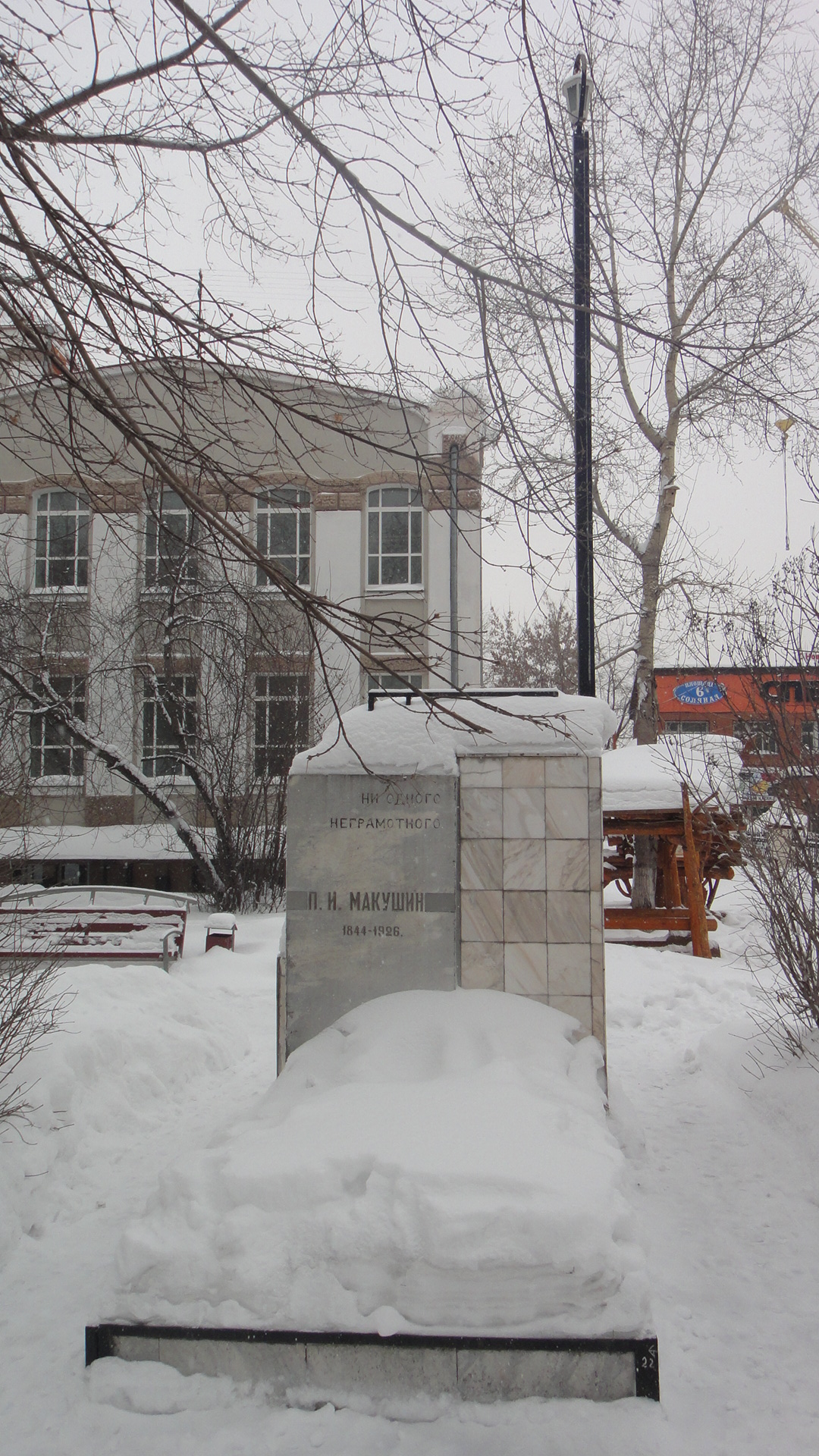
могила
П. И. Макушина

- Беременной (проспект Ленина, у медицинского университета);
- Варианты герба Томска и «Вековые столбы» (площадь Ленина, 2004 год);
- Дворнику (подробнее…);
- Камень в честь основания Томска (Южный мыс Воскресенской горы);
- Лампочка на рельсе у могилы Петра Макушина, сибирского просветителя (площадь Соляная, у Дома науки имени Макушина);
- Скульптура Немезиды — древнегреческой богини возмездия (на здании Окружного суда)[7][8];
- Скульптура «Комсомолка и пионер» (Комсомольский проспект);
- Соразмерная копия скульптуры «Комсомолка и пионер» (установлена в 2014 году в новом сквере на Соляной площади)[9];
- «Ребёнок в капусте» (проспект Ленина, у роддома № 1)[12];
- «Антон Павлович Чехов в Томске глазами пьяного мужика, лежащего в канаве и не читавшего „Каштанку“» (подробнее…);

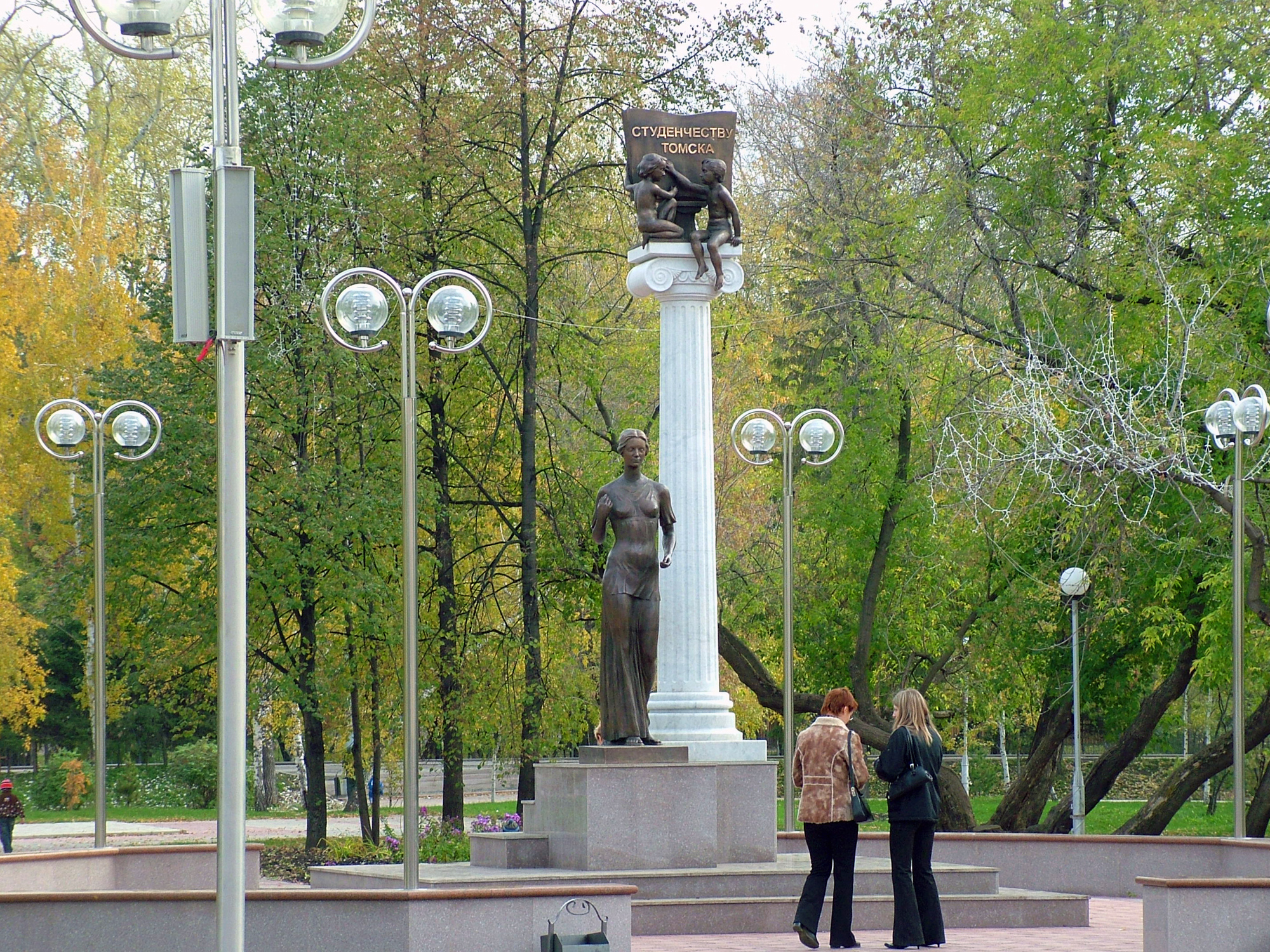
Памятник «Студенчеству Томска» на Новособорной площади.

- Студенчеству Томска (Святой Татьяне). (Новособорная площадь, 2004 год);
- Счастью (Скульптурное изображение сытого волка из мультфильма «Жил-был пёс») (улица Шевченко, 2005 год);
- Стела в честь успешного старта футбольного клуба «Томь» в российской премьер-лиге (стадион «Труд», 2006 год);
- Футбольному болельщику (стадион «Труд», 2006 год);
- Электрику (улица Шевченко, 2004 год);
- Рублю

(подробнее…);
- Скульптура «Тапочки» (у входа в гостиницу «Томск», 2006 год);
- Скульптура «Девочка Элли и её друзья» (посвящена героям сказки «Волшебник Изумрудного города») (31 мая 2014 года; Комсомольский проспект);
- Лягушке-путешественнице (слева от входа в гостиницу «Томск»)[13]. Памятник высотой 4,4 см  признан самым маленьким в мире (ближайшие конкуренты:  петербургский «Чижик-Пыжик» (11 см) и стокгольмский «Мальчик, смотрящий на Луну» (15 см))[14].
- Любовнику (на здании  музея истории Томска, улица Бакунина, 3);
- Рудознатцу Федору Еремееву и работающему в шахте рудокопу. (Аллея геологов на проспекте Кирова);
- «Учительница первая моя». (Учительский сквер на улице Новгородской, недалеко от корпусов Томского государственного педагогического университета);
- Кедровке (улица Карташова , Игуменский сквер);
- Медведю (улица Карташова. Игуменский сквер);
- Бобру (Игуменское озеро в Игуменском сквере);
- Пивовару (улица Аркадия Иванова);
- Участникам студенческих строительных отрядов (улица Красноармейская);
- Скульптура «Семейные узы» (сквер на углу проспекта Фрунзе и улицы Шевченко);
- 60-летию Томской области (на береговом склоне Лагерного сада).
- Старичку-домовичку (подробнее…);
- Скульптура «Древо знаний», в честь 55-летия ТУСУРа (сквер на углу улицы Вершинина и проезда Вершинина). Открыт 7 мая 2017 года[15].

## Снесённые памятники

Памятник В. В. Куйбышеву перед ТГУ

- Валериану Владимировичу Куйбышеву — русскому революционеру и политическому деятелю: 
  - В Университетской роще, у входа в главный корпус Томского государственного университета (снесён 21 июля 1994 года)[16][17][9];
  - У устья Ушайки;
- Иосифу Виссарионовичу Сталину:
  - Перед зданием ТГУ;
  - В сквере у Белого озера;
  - Проспект Ленина, 75, сквер краеведческого музея;
  - Улица Стародеповская, 1, у здания, ныне также снесённого, дома культуры Железнодорожников;
  - Улица Розы Люксембург, двор института курортологии.
- Владимиру Ильичу Ленину: 
  - Трибуны на площади Революции (1935 год —23 сентября 1992 года), установлен и снесён одновременно с трибунами[9];
  - Проспект Ленина, 75, сквер краеведческого музея;
  - Сквер у Белого озера;
  - В Городском саду);
  - Соляная площадь, у здания мукомольно-элеваторного техникума;
  - Соляная площадь, у главного входа Дома Науки имени П. И. Макушина;
  - Скульптура Володи Ульянова в детстве[18];
- Скульптурная композиция «Ленин беседует со Сталиным, сидя на скамейке» (Университетская роща, теперь на этом месте памятник Потанину);
- Скульптурная композиция «Ленин беседует со Сталиным, сидя на скамейке» (во дворе Томского медицинского института, около главных ворот);
- Александру Сергеевичу Пушкину (поставлен в 1915 в Пушкинском сквере у Бесплатной библиотеки, перенесён в Буфф-сад, уничтожен в середине 1960-х годов)[18];
- Бюсты Маркса, Энгельса, Ленина, Сталина, стоявшие квадратом по бокам аллеи, в центре которой стоял бюст А. С. Пушкина (Буфф-сад)[18];
- Сергею Мироновичу Кирову, русскому революционеру (у входа в 8 корпус Томского политехнического университета);
- Скульптура сатира с осетром (в чаше фонтана в Городском саду)[18];
- Томе — героине «Легенды о Томе и Ушае» (сквер у Белого озера)[18];
- Василию Ивановичу Чапаеву — красному командиру Гражданской войны (сквер у Белого озера)[18];
- Вячеславу Яковлевичу Шишкову — русскому, советскому писателю, инженеру путей сообщения-исследователю сибирских рек (в сквере у речного вокзала).

Некоторые из снесённых томских памятников хранятся в музеях, на территориях предприятий и учреждений и в частных коллекциях, руководство мемориального музея «Следственная тюрьма НКВД» высказало предложение на их основе создать в Томске парк-музей советского периода.

## Мемориальные доски

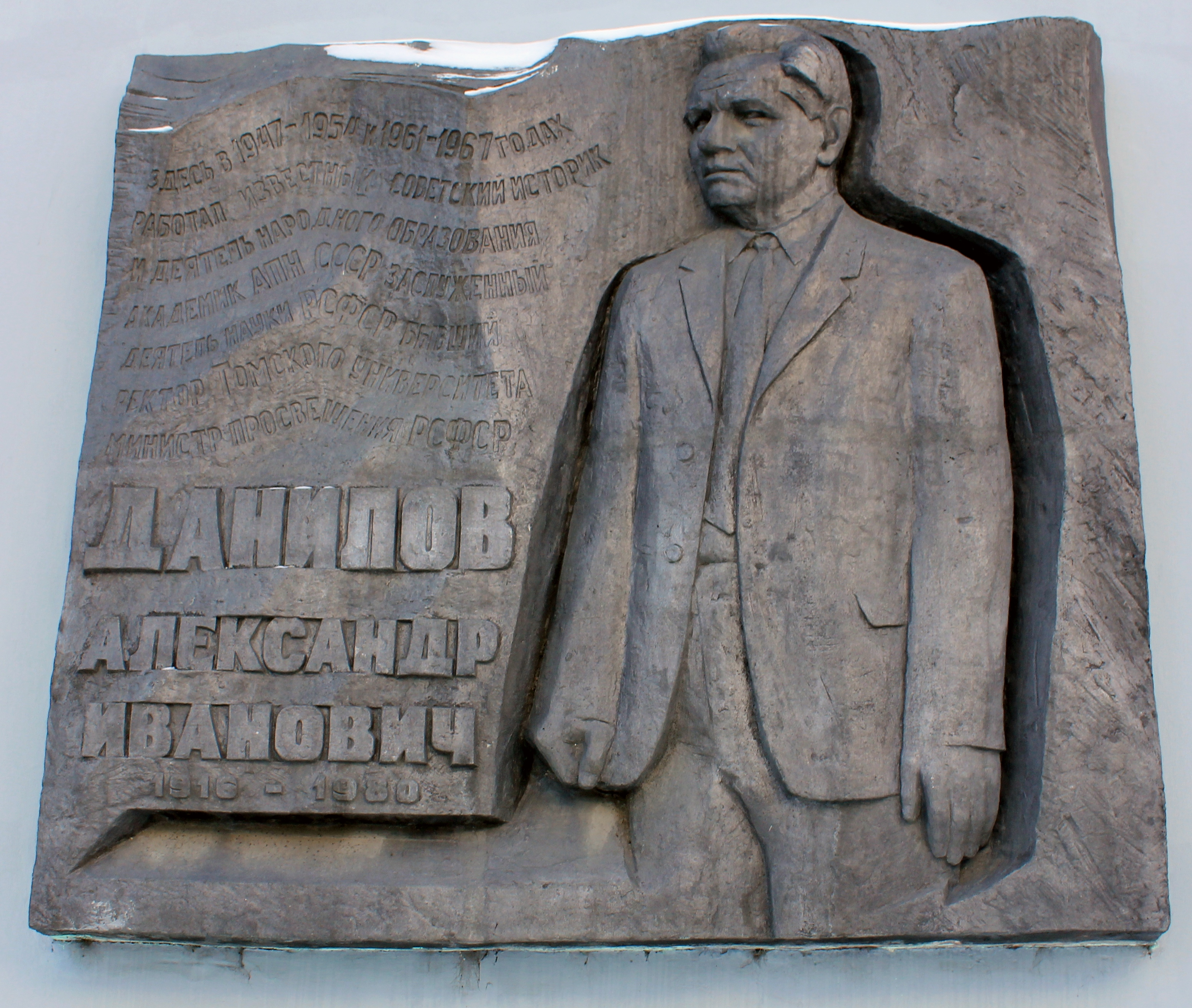
Мемориальная доска, Томский государственный университет

Кроме отдельностоящих памятников имеется множество мемориальных досок на стенах томских зданий, в которых жили и работали известные томичи, либо посвящённые тем или иным событиям в жизни города.

## Факты
- Памятник лягушке-путешественнице считается самым маленьким памятником в Мире. До его установки в 2013 году аналогичный рекорд принадлежал санкт-петербургскому памятнику Чижику-Пыжику[13][19];
- Томский памятник рублю внесён в «Книгу рекордов России», как самая большая копия монеты в стране[20];
- Установленную на здания Окружного суда скульптуру Немезиды часто принимают за статую другого персонажа древнегреческой мифологии — богини правосудия Фемиды,  что является ошибочным, так как у данной скульптуры отсутствует повязка на глазах (обязательный атрибут Фемиды) и присутствуют крылья за спиной (отличительный признак Немезиды). Кроме того, именно Немезидой называет своё творение создатель скульптуры — архитектор здания Окружного суда Константин Лыгин в собственноручно выполненных им зарисовках и чертежах. Бытует версия, что Лыгин выбрал для украшения здания именно богиню возмездия в качестве ироничного назидания заказчикам строительства здания — братьям Кухтериным, которые, по его мнению, имели проблемы с законом [7][8].